# Jesper Christjansen
Jesper Christjansen (født 29. december 1987) er en dansk fodboldspiller, der spiller for den færøske klub NSÍ Runavík. Jesper Christjansen spiller midtbane.

## Karriere

### Brøndby IF
Jesper Christjansen blev hentet til klubben fra barndomsklubben Skovlunde IF som første års ynglinge. I Brøndby IF blev han kåret til årets ynglinge spiller og gjorde det godt, hvorfor han blev rykket op på u-21 holdet. Jesper Christjansen blev endvidere udnævnt til anfører på u-21 holdet, hvor han blev trænet af Peer F. Hansen. Som en del af de bærende kræfter på u-21 holdet indgik Jesper Christjansen i træningen med Superligaholdet og blev udtaget til en række kampe under ledelse af Tom Køhlert.

### Lolland Falster Alliancen
I 2009 blev Jesper Christjansen hentet til Lolland Falster Alliancen.

### Boldklubben Frem
Jesper Christjansen skiftede i 2009 til Frem. Jesper Christjansen spillede som fast mand i startopstilling og blev efter sæsonen nomineret til året spiller. 

### Hvidovre IF Fodbold
I 2010 efter Frems konkurs blev Jesper Christjansen enig med Hvidovre.

### Brønshøj BK
Bo Henriksen, træner i Brønshøj, hentede i slutningen af 2011 Jesper Christjansen til klubben.

### Lyngby Boldklub
Den 12. juni 2014 offentliggjorde Lyngby BK på deres hjemmeside, at de havde skrevet under med Brønshøjs midtbanespiller. Jesper skrev under på en 2-årig kontrakt.